# Чилимы
Чилимы, или пандалиды (лат. Pandalidae) — семейство десятиногих раков из инфраотряда настоящих креветок (Caridea), насчитывающее 187 современных и 1 ископаемый вид. Они обитают в холодных водах, поэтому в тропиках семейство представлено глубоководными видами. Некоторые виды имеют промысловое значение.

## Строение
Первая пара ходных ног характеризуется значительной редукцией клешней: дактилоподит обладает микроскопическими размерами и утрачивает подвижность в результате срастания с отростком проподита, в некоторых случаях клешни полностью утрачиваются. Вторая пара ходных ног с небольшими, но нормально развитыми клешнями, карпоподиты этой пары ног вторично расчленены на две или более частей. 3—5-я пары ходных ног длинные, тонкие.

## Роды
Представителей семейства подразделяют на 23 рода:
- Anachlorocurtis Hayashi, 1975 — 1 вид
- Atlantopandalus Komai, 1999 — 1 вид
- Austropandalus Holthuis, 1952 — 1 вид
- Bitias Fransen, 1990 — 2 вида
- Calipandalus Komai & Chan, 2003 — 1 вид
- Chelonika Fransen, 1997 — 1 вид
- Chlorocurtis Kemp, 1925 — 1 вид
- Chlorotocella Balss, 1914 — 2 вида
- Chlorotocus A. Milne-Edwards, 1882 — 2 вида
- Dichelopandalus Caullery, 1896 — 2 вида
- Dorodotes Bate, 1888 — 1 вид
- Heterocarpus A. Milne-Edwards, 1881 — 27 видов
- Miropandalus Bruce, 1983 — 1 вид
- Notopandalus Yaldwyn, 1960 — 1 вид
- Pandalina Calman, 1899 — 4 вида
- Pandalopsis Bate, 1888 — 20 видов
- Pandalus Leach, 1814 — 21 современный и 1 ископаемый вид
- Pantomus A. Milne-Edwards, 1883 — 2 вида
- Peripandalus De Man, 1917 — 1 вид
- Plesionika Bate, 1888 — 92 вида
- Procletes Bate, 1888 — 1 вид
- Pseudopandalus Crosnier, 1997 — 1 вид
- Stylopandalus Coutière, 1905 — 1 вид